# Station Himmelpforten
Station Himmelpforten is een spoorwegstation in de Duitse plaats Himmelpforten, in de deelstaat Nedersaksen. Het station ligt aan de spoorlijn Lehrte - Cuxhaven. Het station telt twee perronsporen. Op het station stoppen alleen treinen van metronom.

## Treinverbindingen
De volgende treinserie doet station Himmelpforten aan:
| Serie | Treinsoort               | Route                                                                                     | Bijzonderheden |
| ----- | ------------------------ | ----------------------------------------------------------------------------------------- | -------------- |
| RE 5  | Regional-Express (Start) | Hamburg Hbf – Hamburg-Harburg – Buxtehude – Stade – Himmelpforten – Otterndorf – Cuxhaven |                |